# Oxford Sunrise (manzana)
Oxford Sunrise es una variedad cultivar de manzano (Malus domestica).
Variedad de manzana híbrido procedente del cruce Cox's Orange Pippin x Lane's Prince Albert. Criado en 1922 por F.W. Wastie en Eynsham, Oxfordshire Inglaterra. Expuesto en 1942. Las frutas tienen una pulpa blanca cremosa y firme con un sabor subácido.

## Historia
'Oxford Sunrise' es una variedad de manzana híbrido procedente del cruce como Parental-Madre de Cox's Orange Pippin y que como Parental-Padre el polen procede de Lane's Prince Albert. Criado en 1922 por F.W. Wastie en Eynsham, Oxfordshire Inglaterra (Reino Unido). Recibido por el "National Fruit Trials" (Probatorio Nacional de Fruta) en 1942.
'Oxford Sunrise' se cultiva en la National Fruit Collection con el número de accesión: 1945-060 y Accession name: Oxford Sunrise.

## Características
'Oxford Sunrise' tiene un tiempo de floración que comienza a partir del 29 de abril con el 10% de floración, para el 5 de mayo tiene una floración completa (80%), y para el 12 de mayo tiene un 90% de caída de pétalos.
'Oxford Sunrise' tiene una talla de fruto medio; forma redondo, altura 53.38mm y anchura 68.99mm; con nervaduras ausentes, y corona ausente; epidermis de piel lisa con color de fondo verde amarillento, importancia del sobre color muy débil, con color del sobre color rojo, con sobre color patrón rayas / manchas, presentando mancha de rojo pálido y está marcada con una serie de rayas rotas de rojo más oscuro en la cara expuesta al sol, "russeting" (pardeamiento áspero superficial que presentan algunas variedades) muy bajo; cáliz tamaño mediano y parcialmente abierto, ubicado en una cuenca poco profunda y ancha; pedúnculo mediano y robusto, colocado en una cavidad amplia y profunda; carne de color blanco cremoso, firme y crujiente. Sabor jugoso y ácido, sabroso.
Su tiempo de recogida de cosecha se inicia a principios de octubre. Se conserva bien durante más de dos meses en cámara frigorífica.

## Usos
Hace una muy buena manzana fresca de mesa.

## Ploidismo
Diploide, auto estéril. Grupo de polinización: C, Día 8.